# La mexicana y el güero
La mexicana y el güero est une telenovela mexicaine et dont la première diffusion a eu lieu le 17 août 2020 sur Las Estrellas,.

## Synopsis
L'intrigue mélodramatique raconte l'histoire d'un homme venu des États-Unis au Mexique à la recherche de sa famille biologique et qui est pris entre l'escroquerie et l'amour. La série a été tournée à Cuernavaca dans l'État de Morelos.
Le critique mexicain Álvaro Cueva (en) fait remarquer que ce feuilleton pourrait être considéré comme l'apologie d'un comportement criminel, ici l'escroquerie, comme les narconovelas peuvent être vues comme une apologie du trafic de drogue, mais que, grâce à la qualité du scénario et du jeu d'acteurs, il fait passer sous des dehors comiques un message éthique assez subtil.

## Distribution
- Itatí Cantoral : Andrea Ibarrola "La Mexicana"
- Juan Soler : Tyler Sommers "El Güero"
- Luis Roberto Guzmán : René Fajardo
- Jacqueline Andere : Matilde Vda. de Salvatorre "Maty"
- Gala Montes : Katia Heredia Ibarrola
- Eleazar Gómez : Sebastián de la Mora "Sebas"
- Sian Chiong : Diego Torres
- Nora Salinas : Helena de Heredia
- Irán Castillo : Gladys
- Laura Vignatti : Sofía de Nava
- Daniela Álvarez : Viiyeri
- Julio Camejo : Mario Nava
- Gabriela Carrillo : Paulina
- Elaine Haro : Rocío Heredia
- Gabriela Zamora : Marcia de Ayala
- Miguel Martínez : Ignacio "Nacho"
- Rodrigo Abed : Gonzalo Heredia
- Tania Lizardo : Zulema
- Sabine Moussier : Olinka Cohen
- Alejandra Procuna : Isis
- Montserrat Marañón : La Chabela
- Danielle Lefaure : Megan
- Patricio Castillo : Jaime Salvatorre
- Pablo Valentín : Luis Ayala
- Rocío Banquells : Dolores "Lolita" de la Mora
- Carlos Mosmo : Archie
- Joan Kuri : Lester
- Jackie Sauza : Erika
- José Montini : Bonifacio
- Lorena Velázquez : Rose Sommers
- Rodrigo Brand : Brandon Heredia
- Lara Campos : Melody Nava
- Horacio Pancheri : Rodrigo

## Diffusion
- Las Estrellas (2020-2021)

### Sources
- (es) Cet article est partiellement ou en totalité issu de l’article de Wikipédia en espagnol intitulé « La mexicana y el güero » (voir la liste des auteurs).